# E. V. Lucas
Pour les articles homonymes, voir Lucas.
Edward Verrall Lucas, né le 12 juin 1868 à Eltham et mort le 26 juin 1938 à Marylebone, à Londres, est un poète, journaliste et essayiste britannique.

## Biographie
Edward Verrall Lucas naît le 12 juin 1868 à Eltham, dans le Kent, fils d'Alfred Lucas et de Jane née Drewett. Ses parents sont quakers. La famille s'installe à Brighton durant son enfance. Les difficultés financières de son père font qu'il change souvent d'école, et il est apprenti dès l'âge de seize ans, chez un libraire de Brighton.
En 1889, Lucas rejoint le Sussex Daily News et, en 1890, il publie, de façon anonyme, son premier volume de poèmes, Sparks from a Flint. Il s'installe à Londres, suit des cours à l'University College de Londres, et travaille au quotidien londonien, The Globe (en). Il épouse en 1897 Elizabeth Griffin, le couple a une fille, Audreay Lucas. Elizabeth Lucas est elle-même écrivaine, amie de l'écrivain J. M. Barrie, et elle publie sous le nom de « Mr C. Greene ». Lucas et elle éditent ensemble plusieurs livres pour enfants,.
La Société des amis sollicite Lucas pour écrire une biographie du poète quaker Bernard Barton, puis pour réaliser une édition des œuvres de Charles Lamb, entre 1903 et 1905. En 1904, il rejoint le magazine Punch avec lequel il collabore une trentaine d'années.
Lucas publie de nombreux recueils de poésie notamment Listener's Lure (1905), One Day et Another (1909), Old Lamps for New (1911), Loiterer's Harvest (1913), Cloud and Silver (1916), A Rover I would Be (1928). Il est également l'auteur de livres de voyage, de pièces de théâtre, et d'ouvrages sur des peintres. Au total, il est l'auteur de 180 publications.
En 1910, il rédige la notice sur Jane Austen dans la onzième édition de l'Encyclopædia Britannica.
Il joue au cricket dans l'équipe de J. M. Barrie, les « Allahakbarries », avec le peintre Henry Herbert La Thangue et Arthur Conan Doyle, et publie plusieurs essais consacrés à ce sport, rassemblés dans Cricket All His Life. Il publie ses mémoires, intitulés Reading, Writing and Remembering, en 1932.
Lucas est membre du comité de lecture des éditions Methuen and Co, de 1908 à 1924,, et est nommé président de la compagnie en 1924. Il est nommé membre de la Commission royale sur les monuments historiques en 1928 et du Comité consultatif des terres de la Couronne en 1933.
Lucas meurt le 26 juin 1938 dans une maison de retraite de Marylebone, à Londres, à l'âge de 70 ans.

## Distinctions
- Docteur honoris causa de l'université de St Andrews (LLD) et de l'université d'Oxford (DLitt).
- Compagnon d'honneur en 1932.